# توسکای ژاپنی
توسکای ژاپنی (نام علمی: Alnus japonica) نام یک گونه از سرده توسکا است.